# Allium saxatile
Allium saxatile là một loài thực vật có hoa trong họ Amaryllidaceae. Loài này được M.Bieb. mô tả khoa học đầu tiên năm 1798.

## Hình ảnh

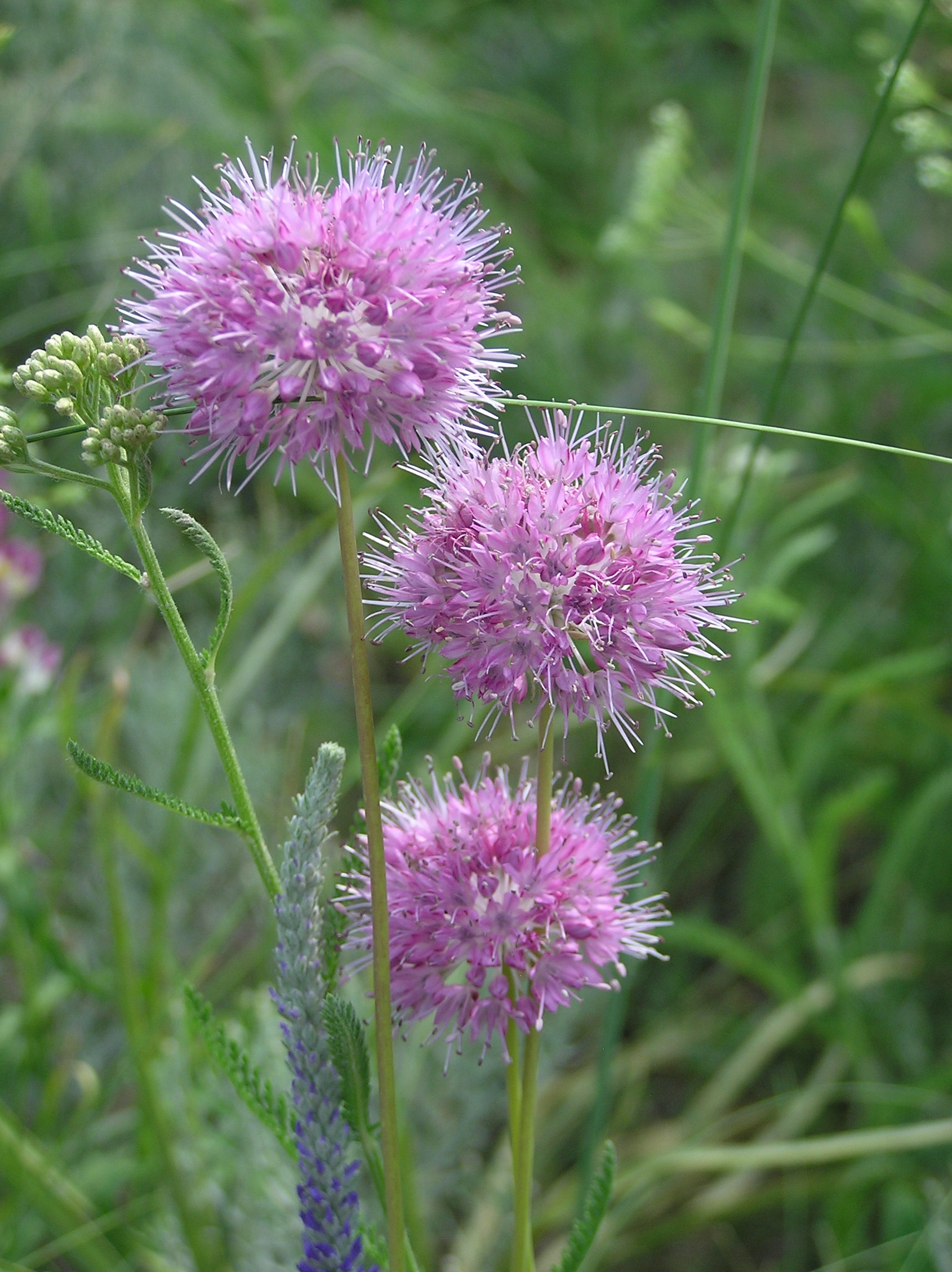
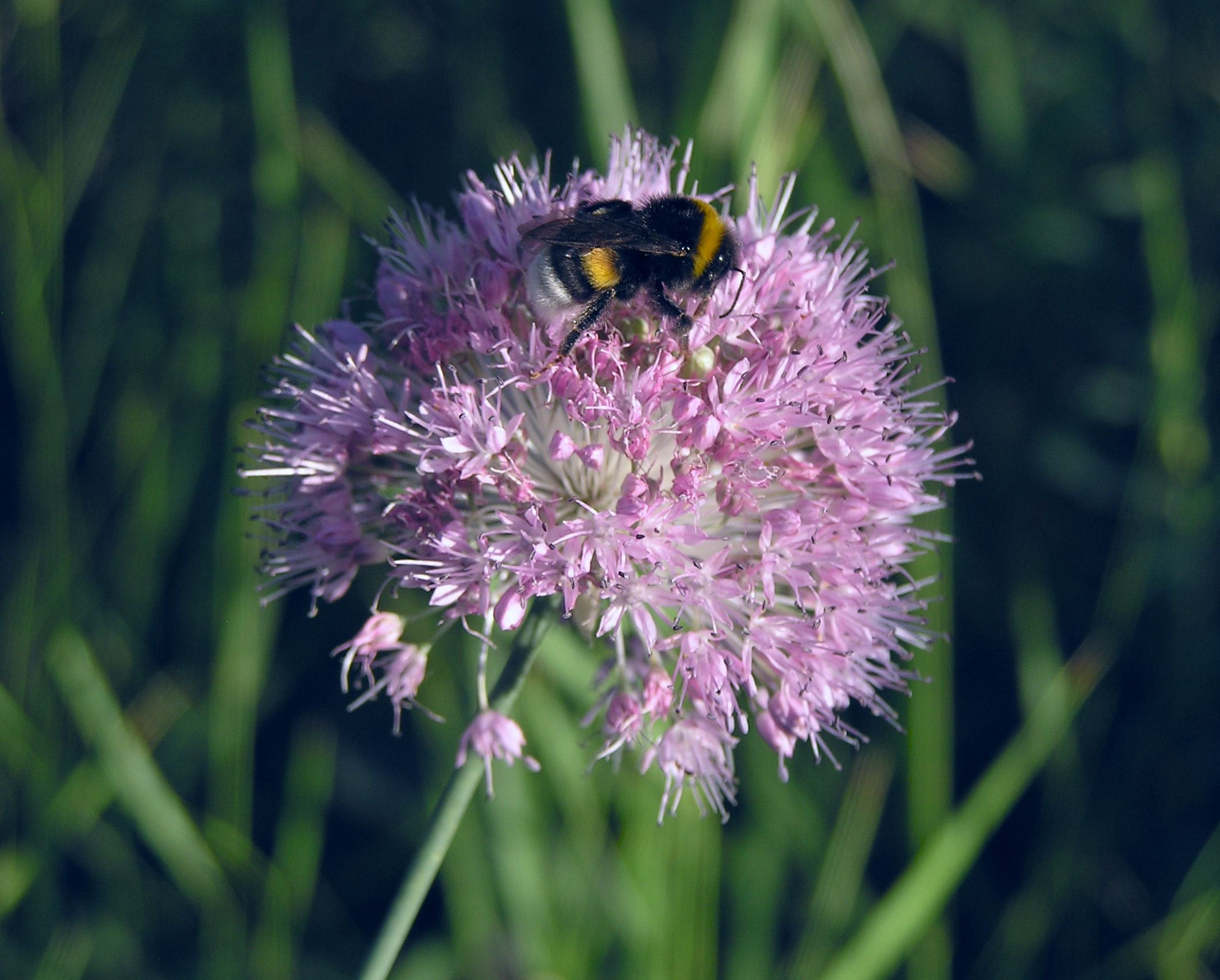